# برجعلی
برجعلی، روستایی از توابع بخش چوار شهرستان ایلام در استان ایلام ایران میباشد 

## جمعیت
این روستا در دهستان ارکوازی قرار دارد و براساس سرشماری مرکز آمار ایران در سال ۱۳۸۵، جمعیت آن زیر سه خانوار بوده‌است.